# ماگنولیا (آلاباما)
ماگنولیا (به انگلیسی: Magnolia) یک منطقهٔ مسکونی در ایالات متحده آمریکا است که در شهرستان مرنگو، آلاباما واقع شده‌است. ماگنولیا ۸۳٫۲۱ متر بالاتر از سطح دریا واقع شده‌است.